# Liste des sites du Paléolithique inférieur en Asie du Sud-Ouest
Le Paléolithique inférieur commence au Moyen-Orient il y a 1,85 million d'années avec les plus anciens sites préhistoriques connus ayant livré des outils lithiques, Dmanissi, en Géorgie (1,85 Ma), et El Kowm, en Syrie (1,8 Ma). L'industrie acheuléenne fait son apparition vers 1,4 Ma à Ubeidiya, en Israël, sachant qu'elle est connue dès 1,5 Ma à Attirampakkam, en Inde. 

## Oldowayen
Les plus anciens sites oldowayens du Moyen-Orient sont datés d'environ 1,8 million d'années.

### Géorgie
- Dmanissi, 1,85 Ma[1]
  - éclats et galets aménagés dont une seule face a été taillée pour former un tranchant

### Israël
- Yiron (Galilée), 2,5 Ma
  - nature des outils lithiques contestée, possible confusion avec des géofacts

### Syrie
- Aïn al Fil (El Kowm, Syrie centrale), 1,8 Ma[2]
  - éclats et galets aménagés

- Hummal

## Acheuléen
L'Acheuléen commence au Moyen-Orient il y a environ 1,4 million d'années avec le plus ancien site connu ayant livré une industrie lithique acheuléenne, Ubeidiya, en Israël.

### Turquie
- Kaletepe Deresi 3 (Cappadoce), 1,3 Ma[3]
- Dursunlu, 1,2 Ma[3]

### Israël
- Ubeidiya (Galilée), 1,4 Ma[4]
  - Avec des bifaces rudimentaires on a trouvé des outils massifs, d'autres plus légers, en basalte, silex ou calcaire, adaptés pour certains à la chasse au gros gibier. La présence de nombreux galets aménagés indique que le site appartient aux premiers stades de l'Acheuléen.

- Yiron (Galilée)
  - bifaces et hachereaux
  - arrangements de pierres évoquant un ancien habitat à Mitzpeh Yiron

- Gesher Benot Ya’aqov (Galilée), 790 ka

- Grotte de Tabun (mont Carmel), occupée à partir de 415 ka[5]

### Syrie
- Sitmarkho (à l'embouchure du Nahr al-Kabir), plus de 1 Ma[6]

- Latamné (vallée de l'Oronte), 750 ka[6]

- Nadaouiyeh Aïn Askar (El Kowm, Syrie centrale), 450 ka[7]

### Irak
- Barda Balka (en) (Kurdistan), environ 250 ka[8]

### Arménie
- Satani-Dar, environ 250 ka[9]
  - bifaces en obsidienne ; des matériaux plus variés sont utilisés dans une phase finale.